# Anthony Ravard

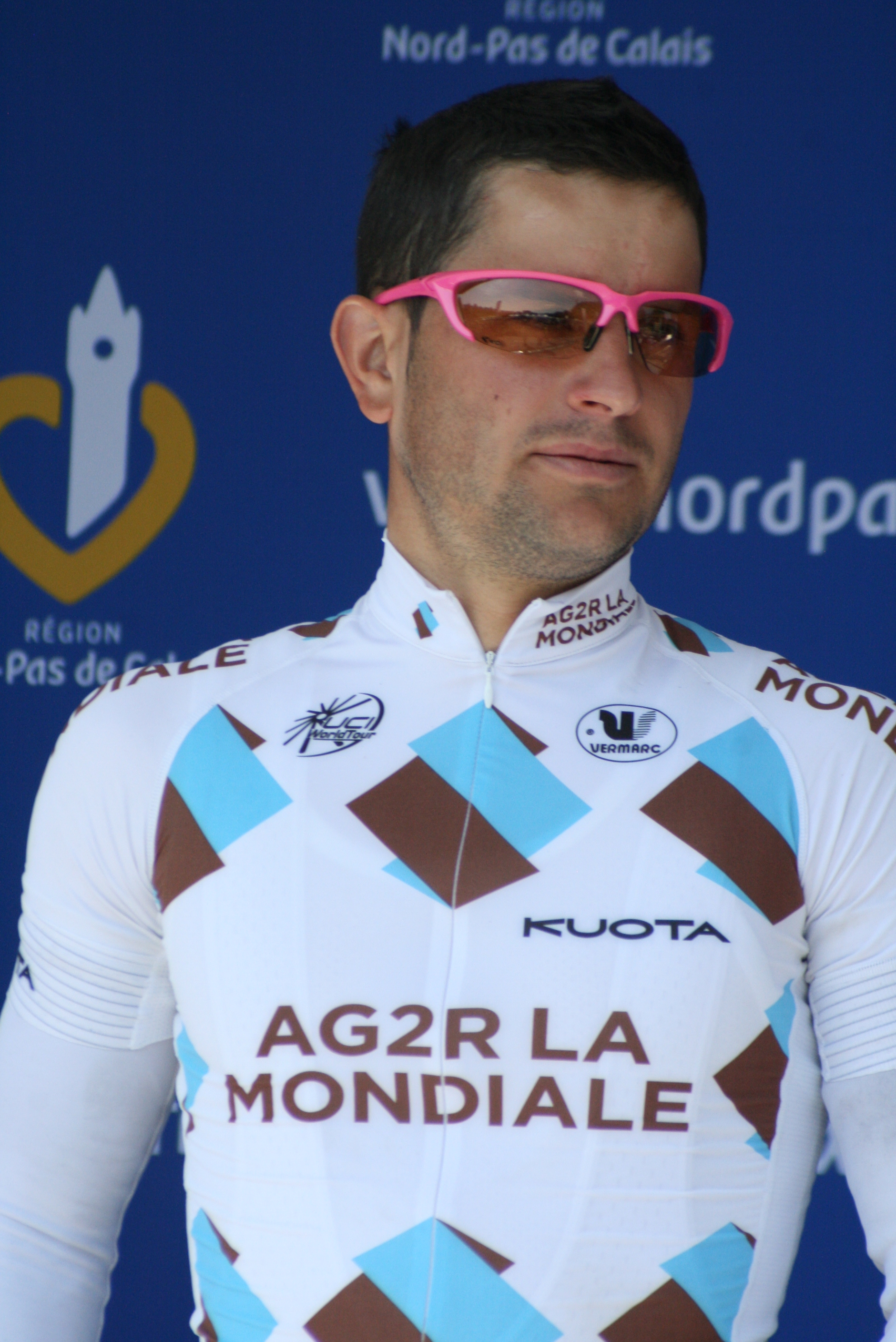
Anthony Ravard bei den Vier Tagen von Dünkirchen 2011

Anthony Ravard (* 28. September 1983) ist ein ehemaliger französischer Radrennfahrer.
Anthony Ravard gewann 2003 das Etappenrennen Tour d’Eure-et-Loir und eine Etappe bei dem U23-Rennen Le Transalsace International. Im nächsten Jahr gewann er das Eintagesrennen Bordeaux-Saintes und jeweils eine Etappe bei Ruban Granitier Breton und bei der Boucles de la Mayenne. 2005 wurde er Profi bei dem französischen ProTeam Bouygues Télécom. In seinem ersten Jahr dort war er auf einem Teilstück des Circuit Cycliste Sarthe erfolgreich. Von 2007 bis 2009 fuhr Ravard für das Professional Continental Team Agritubel und von 2010 bis 2013 fuhr er für Ag2r La Mondiale. Für dieses Team bestritt er seine einzige große Landesrundfahrt, den Giro d’Italia 2010, welchen er jedoch nicht beenden konnte. Mit Ablauf der Saison 2013 beendete er aufgrund von Rückenproblemen seine Karriere als Berufsradfahrer.

## Erfolge
2004
- eine Etappe Ruban Granitier Breton
- eine Etappe Boucles de la Mayenne

2005
- eine Etappe Circuit Cycliste Sarthe

2008
- drei Etappen Tour de Normandie
- eine Etappe Circuit de la Sarthe
- Châteauroux Classic de l’Indre

2009
- eine Etappe Tour du Poitou-Charentes

2010
- zwei Etappen Circuit Cycliste Sarthe
- eine Etappe Tour du Poitou Charentes
- Châteauroux Classic de l’Indre
- Paris–Bourges

2011
- Gesamtwertung Étoile de Bessèges
- Châteauroux Classic de l’Indre
- eine Etappe Tour du Poitou-Charentes

## Teams
- 2005–2006 Bouygues Télécom
- 2007–2009 Agritubel
- 2010–2013 AG2R La Mondiale